# Крш (Перушић)
Крш је насељено мјесто у општини Перушић, у Лици, Личко-сењска жупанија, Република Хрватска.

## Географија
Крш се налази у Косињу на подручју средње Лике. Најближа насеља су Млаква и Студенци. Изнад Крша се налази планина Обљај. Крш је у вријеме Краљевине Југославије био у саставу општине Косињ (Срез Перушић), па све до пописа становништва 1961. На попису становништва у ФНРЈ 1961. је у саставу општине Перушић, а од 1971. до распада Југославије 1991. се налазио у општини Госпић.

## Историја

### Први свјетски рат
Дио војноспособних Срба из Крша се 1914. године прикључио српским добровољачким одредима у саставу тадашње Војске Краљевине Србије. Са подручја тадашње општине Госпић у добровољачке одреде је отишло 597 по завршетку рата евидентираних и преживјелих Срба.

## Становништво
Крш је према попису из 2011. године имао 32 становника.
| Националност       | 1991. | 1981. | 1971. | 1961. |
| Срби               | 90    | 136   | 187   | 238   |
| Југословени        |       | 4     | 5     |       |
| Хрвати             |       | 1     | 3     | 1     |
| остали и непознато |       | 1     |       | 1     |
| Укупно             | 90    | 142   | 195   | 240   |

| Демографија | Демографија | Демографија |
| Година      | Становника  | Становника  |
| ----------- | ----------- | ----------- |
| 1921.       | 733         |             |
| 1931.       | 661         |             |
| 1948.       | 268         |             |
| 1953.       | 276         |             |
| 1961.       | 240         |             |
| 1971.       | 195         |             |
| 1981.       | 142         |             |
| 1991.       | 90          |             |
| 2001.       | 46          |             |
| 2011.       |             | 32          |

### Презимена
- Глумац, Срби
- Кокотовић, Срби
- Момчиловић, Срби
- Париповић, Срби
- Прибић, Срби
- Радовић, Срби
- Репац, Срби